# ГЕС Атбара/Сетіт
ГЕС Атбара/Сетіт — гідрокомплекс на південному сході Судану, неподалік від кордонів з Ефіопією та Еритреєю. Знаходячись вище від ГЕС Хашм-ель-Кірба, входить до каскаду ГЕС на Атбарі (найбільша права притока Нілу). Одночасно є нижнім ступенем в каскаді на правій притоці Атбари річці Сетіт, на якій в Ефіопії з 2010 року працює ГЕС Текезе.
У межах проєкту спорудили протяжну — 13 км — земляну греблю, яка перекрила розділені нешироким водорозділом долини Атбари та Сетіту за 20 км вище від місця їх злиття. Частина споруди на Атбарі має назву гребля Румела й висоту 55 метрів, тоді як Сетіт перекриває гребля Бурдана висотою 50 метрів. При максимальному операційному рівні 517,5 метра НРМ існуватиме єдине водосховище об'ємом 3,7 млрд м3, дві затоки якого простягнуться вверх по долинах річок. Крім того, вище від греблі під утворюючим водорозділ масивом прокладено з'єднуючий обидві частини водойми тунель.
Проєкт вартістю понад 1,9 млрд доларів США ввели в експлуатацію у 2017 році. Він забезпечуватиме зрошення до 300 тисяч гектарів земель та водопостачання 1 млн осіб (включаючи столицю штату місто Гедареф, до якого на другому етапі прокладуть водовід довжиною 70 км із двома насосними станціями). Ще однією важливою функцією буде виробництво електроенергії, яке здійснюватиметься двома машинними залами, облаштованими при кожній частині греблі. Вони обладнані чотирма турбінами типу Каплан потужністю по 80 МВт з річним проєктним обсягом продукції на рівні 900 млн кВт·год.
Для видачі продукції споруджено ЛЕП, що працює під напругою 220 кВ.